# Norwich City FC
A Norwich City Football Club egy profi angol labdarúgóklub Norwich-ban. Jelenleg a Premier League-ben szerepelnek.

A csapat kétszer, 1962-ben és 1985-ben nyert angol Ligakupát.
Ősi riválisuk az Ipswich Town, közös mérkőzéseket Kelet-Angol Derby-nek nevezik.

## Története
A csapatot 1902. június 17-én, kedden, egy találkozón a Criterion Cafe-ban alapították. Első mérkőzésüket a Harwich & Parkeston ellen játszották 1902. szeptember 6-án. Már 1868-ban is volt szó arról, hogy megalakuljon a Norwich City Football klub, az első angol klubokat e tájt alapították meg, de közbe jött valami, méghozzá az, hogy nem volt elegendő játékos -a minimum 20 fős keret helyett 13-14 játékossal rendelkeztek. Association Football megalakulásának első jelei voltak, hogy Norfolk-ban játszottak egy mérkőzést 1881-ben, és a Norfolk County Football Associationt megalapították. Azonnal szerveztek egy kupát és 1882 márciusában Norfolk & Norwich megverte a Kings Lynnt 3-1-re Lakenham-ben több, mint 1000 néző előtt -ez volt a City első megnyert trófeája.
A labdarúgás népszerűsége tovább nőtt, ahogy az FA Cup és Football League országossá vált. A megyékben - Thorpe, Carrow Works, Swifans, Norwich Teachers és CEYMS - versengtek az elsőségért és ezek közül a CEYMS ismertté vált, mert 1897 és 1902 között négyszer nyerte meg a Norfolk Senior kupát.
A klub elment a County FA-hez, ahol azt kérte, hogy engedélyezzék nekik, hogy a Newmarket Road legyen a Norwich City hazai stadionja (hamarosan meg is kapták az engedélyt rá). A Newmarket Road egyébként még ma is megvan, a Notcutts Garden Center mellett, a Newmarket & Daniels Road utca sarkán, s a pályát iskolások használják hokizásra és rögbizésre. 
Az első mérkőzése a Norwich-nak a Newmarket Roadon egy barátságos mérkőzés volt, 1902. szeptember 6-án, szombaton, a Harwich
& Parkeston ellen, aminek a végeredménye 1-1 lett és az első Norwich City játékos találat a Newmarket Roadon Jimmy Shields nevéhez fűződik.
Egy héttel az első, a Newmarket Roadon lejátszott mérkőzés után jöhetett a következő mérkőzés ebben a stadionban, méghozzá egy FA kupa találkozó a Beccles Claxtonn ellen, amin 4-2-re nyertek a "Kanárik".
A csapat ebben az időben kék-fehér felsőket viselt és fehér nadrágot. Pár héttel később fejeződött be a Norfolk & Suffolk liga, amin a csapat a 3. helyen zárt a Lowestoft Town és a Ipswich Town mögött. 1903/1904-es szezonban az FA kupa harmadik fordulójáig jutottak a "Kanárik".
A következő idényben (1904/1905) a City utolsó lett a Norfolk & Suffolk ligában. A Norwichot az FA Commission-ból kizárták, állítólagos csalás miatt. Eközben feladtak a vezetők egy olyan hirdetést, melyben az szerepelt, hogy játékosokat keresnek, cipőt és felszerelést ingyen kapnak, s az utazási költséget is magukra vállalják.
1905. március 3-án egy nyilvános találkozónál, amit az Agricultural Hall-nál tartottak, egy javaslatot támogattak, amely támogatta a Norwich Cityt, hogy professzionális klub legyen. Southern League státuszt ítéltek oda, amíg Norwich házigazdaként játszott barátságos mérkőzéseket egy jó idény végén a Derby County és Woolwich Arsenal ellen.
Egy feljegyzésen először az "on the Ball City-t" említették a klub himnuszaként, az Eastern Daily Press-ben, bár a kutatás felveti, hogy a City örökölte a híres régi dalt a régen alapított norwichi pártoktól, mint például Swifanst vagy CEYMSt. A "Kanáriknál" a nagyon népszerű Norfolk & Norwich története szintén egyezik a Norwich City Football Clubbal. A City gúnyneve akkor Citizens volt. 
A Norwich City a Southern League tagja maradt 1919/20-ig úgy, hogy a 7. helynél nem végzett előbb, ezt ezen a szinten az első szezonjukban, 1905/06-ban érték el. A "Kanárik" első otthona, a Newmarket Road túl kicsi volt, hogy említsék a liga helyszínei között a "Great War" bármelyik oldalán, voltak más fontosabb fejlődések, amik a klub fejlettségének következő szakaszát alakították.
1907 nyarán a Norwich City - amit egyre sűrűbben csak "Kanárikként" emlegettek - döntést hozott, hogy sárga mezben és zöld gallérral és ujjakkal játszanak.
1908. január 11-én rekord közönség, 10 366 néző töltötte meg a Newmarket Road stadiont, hogy megnézze a City meccsét az FA kupa címvédő Sheffield Wednesday ellen, 2–0 lett a szezon első meccsén James Bauchop és Tommy Allsopp góljaival a Norwich javára.
A közönség folytatta a lelkesedését, de a City "háziurai", a "Town Close Estate Charity" teljesíthetetlen feltételeket állított az új bérleti szerződéshez, ezért egy új pályát igényeltek. A "Kanárik" elrepültek és Nest-ben (magyarul fészek -a szerk.) landoltak. A Nest a "Ruymp's Hole-ban" helyezkedett el, egy használaton kívüli meszes aknában a Rosary Roadon. Sok munkát kellett elvégezni, a Newmarket Road lelátóit tömegek vitték keresztül a városon lovas kocsik segítségével. A pályát egy barátságos meccsel avatták fel a Fulham ellen 1908. szeptember 1-jén, 3000 néző előtt, ahol City 2-1-re nyert. Új pálya, új becenév, új színek: a Norwich City jó úton járt!
Az 1908/1909-es szezonban a Reading ellenezte, hogy a Norwich City a Nest-nél játsszon, ám a szövetség nem fogadta el az indokot, így - habár az ellenvetésüket fenntartották - belenyugodtak a dologba. A "Kanárik" még ebben az évben az esélyesebb Liverpoolt 3-2-re megverték.
1914/1915-ös szezonban rekordot döntött a klub: a Bradford City elleni FA kupa rájátszásában Lincoln-ban a háborúk miatt zárt kapuk mögött játszották a mérkőzést, hivatalosan 0 volt a nézőszám, ám a tömeg annyira nőtt a pálya körül, hogy a végén feljegyzetlen számú nézőt beengedtek a stadionba.
1915–1919-ig az első világháború miatt nem indították el a bajnokságot, ám a Norwich-nak így sem lett könnyebb a helyzete: 1917. december 10-ére odáig fajult a dolog, hogy bezárták a Nestet.

## Játékoskeret
2021. augusztus 30-án lett frissítve:
| #  |         | Poszt | Név                                             |
| -- | ------- | ----- | ----------------------------------------------- |
| 1  | NED     | K     | Tim Krul                                        |
| 2  | ENG     | V     | Max Aarons                                      |
| 3  | ENG     | V     | Sam Byram                                       |
| 4  | ENG     | V     | Ben Gibson                                      |
| 5  | SCO     | V     | Grant Hanley (Csapatkapitány)                   |
| 6  | GER     | V     | Christoph Zimmermann (Csapatkapitány-helyettes) |
| 7  | GER     | KP    | Lukas Rupp                                      |
| 8  | SCO     | KP    | Billy Gilmour (kölcsönben a Chelseatől)         |
| 10 | ENG     | KP    | Kieran Dowell                                   |
| 11 | POL     | KP    | Przemysław Płacheta                             |
| 14 | ENG     | KP    | Todd Cantwell                                   |
| 15 | TUR     | V     | Ozan Kabak (kölcsönben a Schalke 04-től)        |
| 16 | NOR     | KP    | Mathias Normann (kölcsönben a Rostovtól)        |
| 17 | Koszovó | KP    | Milot Rashica                                   |

| #  |     | Poszt | Név                                                  |
| -- | --- | ----- | ---------------------------------------------------- |
| 18 | GRE | KP    | Christos Tzolis                                      |
| 19 | DEN | KP    | Jacob Sørensen                                       |
| 20 | FRA | KP    | Pierre Lees-Melou                                    |
| 21 | ENG | V     | Brandon Williams (kölcsönben a Manchester Unitedtől) |
| 22 | FIN | CS    | Teemu Pukki                                          |
| 23 | SCO | KP    | Kenny McLean                                         |
| 24 | USA | CS    | Josh Sargent                                         |
| 26 | ENG | V     | Bali Mumba                                           |
| 28 | ENG | K     | Angus Gunn                                           |
| 30 | GRE | V     | Dimitris Giannoulis                                  |
| 33 | NIR | K     | Michael McGovern                                     |
| 35 | IRL | CS    | Adam Idah                                            |
| 44 | IRL | V     | Andrew Omobamidele                                   |

### Kölcsönben szereplő játékosok
| #  |     | Poszt | Név                                                                     |
| -- | --- | ----- | ----------------------------------------------------------------------- |
| 9  | ENG | CS    | Jordan Hugill (kölcsönben a West Bromwich Albionnál 2022. június 30-ig) |
| 25 | CUB | KP    | Onel Hernández (kölcsönben a Middlesbroughnál 2022. június 30-ig)       |
|    | ENG | KP    | Josh Martin (kölcsönben a Milton Keynes Donsnál 2022. június 30-ig)     |
|    | ENG | V     | Sam McCallum (kölcsönben a Queens Park Rangersnél 2022. június 30-ig)   |
|    | WAL | K     | Daniel Barden (kölcsönben a Livingstonnál 2022. június 30-ig)           |

| # |     | Poszt | Név                                                                 |
| - | --- | ----- | ------------------------------------------------------------------- |
|   | ENG | V     | Akin Famewo (kölcsönben a Charlton Athleticnél 2022. június 30-ig)  |
|   | SUI | CS    | Josip Drmić (kölcsönben a Rijekánál 2022. június 30-ig)             |
|   | LUX | KP    | Danel Sinani (kölcsönben a Huddersfield Townnál 2022. június 30-ig) |
|   | ENG | K     | Aston Oxborough (kölcsönben a Barnetnél 2022. június 30-ig)         |

## Edzők
A statisztika utoljára 2019. március 17-én lett frissítve.
| John Bowman         | Anglia   | 1905. augusztus 1.                   | 1907. július 31.                   | 78  | 31  | 23  | 24  | 39.7 |
| James McEwen        | skót     | 1907. augusztus 1.                   | 1908. május 31.                    | 43  | 13  | 10  | 20  | 30.2 |
| Arthur Turner       | Anglia   | 1909. augusztus 1.                   | 1910. május 31.                    | 86  | 27  | 22  | 37  | 31.4 |
| Bert Stansfield     | Anglia   | 1910. augusztus 1. 1926. március 1.  | 1915. május 31. 1926. november 1.  | 248 | 78  | 75  | 95  | 31.4 |
| Major Frank Buckley | Anglia   | 1919. augusztus 1.                   | 1920. július 1.                    | 43  | 15  | 11  | 17  | 34.9 |
| Charles O'Hagan     | Anglia   | 1920. július 1.                      | 1921. január 1.                    | 21  | 4   | 9   | 8   | 19.0 |
| Albert Gosnell      | Anglia   | 1921. január 1.                      | 1926. február 28.                  | 223 | 59  | 79  | 95  | 26.5 |
| Cecil Potter        | Anglia   | 1926. november 1.                    | 1929. január 1.                    | 101 | 30  | 26  | 45  | 29.7 |
| James Kerr          | Anglia   | 1929. április 1.                     | 1933. február 28.                  | 168 | 65  | 43  | 60  | 38.7 |
| Tom Parker          | Anglia   | 1933. március 1. 1955. május 1.      | 1937. február 1. 1957. március 31. | 271 | 104 | 69  | 98  | 38.4 |
| Bob Young           | Anglia   | 1937. február 1. 1939. szeptember 1. | 1938. december 31. 1946. május 31. | 78  | 26  | 14  | 38  | 33.3 |
| Jimmy Jewell        | Anglia   | 1939. január 1.                      | 1939. szeptember 1.                | 20  | 6   | 4   | 10  | 30.0 |
| Duggie Lochhead     | skót     | 1945. december 1.                    | 1950. március 1.                   | 104 | 42  | 28  | 34  | 40.4 |
| Cyril Spiers        | Anglia   | 1946. június 1.                      | 1947. december 1.                  | 65  | 15  | 12  | 38  | 23.1 |
| Norman Low          | Anglia   | 1950. május 1.                       | 1955. április 30.                  | 258 | 129 | 56  | 73  | 50.0 |
| Archie Macaulay     | skót     | 1957. április 1.                     | 1961. október 1.                   | 224 | 105 | 60  | 59  | 46.9 |
| Willie Reid         | skót     | 1961. december                       | 1962. május 1.                     | 31  | 13  | 6   | 12  | 41.9 |
| George Swindin      | Anglia   | 1962. május 1.                       | 1962. november 30.                 | 20  | 10  | 5   | 5   | 50.0 |
| Ron Ashman          | Anglia   | 1962. december 1.                    | 1966. május 31.                    | 162 | 59  | 39  | 64  | 36.4 |
| Lol Morgan          | Anglia   | 1966. június 1.                      | 1969. május 1.                     | 127 | 45  | 47  | 35  | 35.4 |
| Ron Saunders        | Anglia   | 1969. július 1.                      | 1973. november 16.                 | 221 | 84  | 61  | 76  | 38.0 |
| John Bond           | Anglia   | 1973. november 27.                   | 1980. október 31.                  | 340 | 105 | 114 | 121 | 34.5 |
| Ken Brown           | Anglia   | 1980. november 1.                    | 1987. november 9.                  | 367 | 150 | 93  | 124 | 40.9 |
| Dave Stringer       | Anglia   | 1987. november 9.                    | 1992. május 1.                     | 229 | 89  | 58  | 82  | 38.9 |
| Mike Walker         | Wales    | 1992. június 1. 1996. június 21.     | 1994. január 6. 1998. április 30.  | 179 | 69  | 46  | 64  | 38.5 |
| John Deehan         | Anglia   | 1994. január 12.                     | 1995. július 31.                   | 58  | 13  | 22  | 23  | 22.4 |
| Martin O’Neill      | északír  | 1995. augusztus                      | 1995. december                     | 26  | 12  | 9   | 5   | 46.2 |
| Gary Megson         | Anglia   | 1995. december                       | 1996. június 21.                   | 32  | 5   | 10  | 17  | 15.6 |
| Bruce Rioch         | skót     | 1998. június 12.                     | 2000. március 13.                  | 93  | 30  | 31  | 32  | 32.3 |
| Bryan Hamilton      | északír  | 2000. április 5.                     | 2000. december 4.                  | 35  | 10  | 10  | 15  | 28.6 |
| Nigel Worthington   | északír  | 2000. december 4.                    | 2006. október 2.                   | 280 | 114 | 104 | 62  | 40.7 |
| Martin Hunter       | Anglia   | 2006. október 2.                     | 2006. október 14.                  | 1   | 0   | 1   | 0   | 00.0 |
| Peter Grant         | skót     | 2006. október 13.                    | 2007. október 9.                   | 47  | 17  | 11  | 19  | 36.2 |
| Jim Duffy           | skót     | 2007. október 9.                     | 2007. október 30.                  | 3   | 0   | 0   | 3   | 00.0 |
| Glenn Roeder        | Anglia   | 2007. október 30.                    | 2009. január 14.                   | 65  | 20  | 15  | 30  | 30.8 |
| Bryan Gunn          | Skócia   | 2009. január 16.                     | 2009. augusztus 13.                | 21  | 6   | 5   | 10  | 28.6 |
| Paul Lambert        | Skócia   | 2009. augusztus 18.                  | 2012. június 2.                    | 142 | 70  | 37  | 35  | 49.3 |
| Chris Hughton       | Írország | 2012. június 6.                      | 2014. április 6.                   | 82  | 24  | 23  | 35  | 29.3 |
| Neil Adams          | Anglia   | 2014. április 6.                     | 2015. január 5.                    | 30  | 12  | 8   | 10  | 40.0 |
| Alex Neil           | Skócia   | 2015. január 9.                      | 2017. március 10.                  | 107 | 44  | 20  | 43  | 41.1 |
| Daniel Farke        | Német    | 2017. május 25.                      | jelenleg                           | 192 | 84  | 58  | 50  | 43.8 |

## Külső hivatkozások
- Norwich City a BBC.com-on
- Hivatalos oldal
- BBC Norfolk Norwich City oldal